# Jet-Story
Jet-Story je hra pro počítače Sinclair ZX Spectrum a kompatibilní (například Didaktik). Jedná se o hru českého původu, jejím hlavním autorem je Miroslav Fídler (Cybexlab). František Fuka (Fuxoft) pro ni složil hudby a nakreslil úvodní obrazovku. Hra byla vytvořena v roce 1988 a nejdříve byla šířena pouze volně. V roce 1992 ji komerčně vydala společnost Ultrasoft. Jedná se o pokračování hry Planet of Shades.
Hráč ovládá raketu, která se pohybuje v bludištním komplexu. Cílem hry je odstranění všech 47 základen mimozemšťanů v komplexu. Komplex je velmi rozsáhlý, skládá se ze 128 místností. Při své misi si hráč musí hlídat stav paliva, stav střeliva, stav speciálního střeliva a stav ochranného štítu. Stavy všech těchto položek lze doplnit.
Hra má proti hře Planet of Shades lepší grafiku a realističtěji simulovanou gravitaci a fyzikální zákony, což s sebou přináší vyšší obtížnost. Hru je možné ovládat pomocí definovatelných kláves, Kempston joysticku nebo Sinclair joysticku.

## Raketa hráče
Raketa hráče je vybavena třemi motory. Jeden velký motor v zadní část rakety umožňuje pohyb vpřed. Ve spodní části rakety jsou dva motory, velký, který slouží k pohybu nahoru, a malý, který slouží především k vyvažování rakety. Raketa je vybavena kulomety a raketovými střelami, které nejsou automaticky řízené, ale je možné jim nastavit různý směr. Panel rakety obsahuje informace o počtu střel, počtu raket, množství paliva a stavu štítu.

## Zvuková stránka hry
Zvuková stránka hry je vytvořena tak, že nedochází ke kolizím dvou zvuků, tj. hudba není přerušována jinými zvukovými efekty. Atmosféra hry je díky nepřerušované hudbě na pozadí příjemná a jednolitá. Z hlediska interaktivity hráče s prostředím jsou ve hře zastoupeny čtyři zvukové složky:
- lineární, nediegeitcká a nedynamická,
- nelineární, nediegetická a dynamicky adaptivní,
- nelineární, diegetické, a dynamicky adaptivní,
- interaktivní.[7]

Lineární, nediegeitcká a nedynamická složka je tvořena hudbou v úvodním menu a hudbou ve hře samotné. Přestože je hudba ve hře přehrávaná ve smyčkách, protože obsahuje více skladeb, nepůsobí repetičně. V určité fázi hry hudba na pozadí přechází do další skladby, která je jakýmsi jejím remixem, který má lehce pozměněnou melodiku, a efekty v ní připomínají více robotický zvuk. Nelineární, nediegetická a dynamicky adaptivní složka je tvořena zvukem, který zazní, kdykoliv jsou z místnosti odstraněny všichni nepřátelé, všechny budovy a překážky a všechny balíčky doplňující palivo, střelivo apod. Tento zvuk zazní automaticky při opětném vstupu do již vyprázdněné místnosti. Zvuk není příliš melodický a je snadno rozlišitelný od herní hudby. Nelineární, diegetické, a dynamicky adaptivní složka je ozvučení speciální zbraně, která po zásahu nepřítele nezanikne, při nárazu do zdi prostoru. Interaktivní složka je tvořena zvuky, které doprovází velké procento akcí prováděných vesmírnou lodí, ale například náraz lodi do zdi zvukem doprovozen není.
Všechny zbraně, které má hráč k dispozici, jsou při výstřelu ozvučeny. Vystřelení laserové střely jsou ozvučeny ťuknutím, vypuštění bomby a vypuštění rakety je ozvučeno frekvenčně vyšším lupkavým zvukem. Zničení mimozemské základny je následováno výrazným zvukovým efektem a probliknutím obrazovky.